# Hanburi
Der Hanburi oder auch Hachi-gane ist ein Helm aus Japan.

## Beschreibung
Der Hanburi besteht aus Leder oder Metall. Es gibt verschiedene Formen die den Kopf unterschiedlich bedecken. Die Helme sind geformt wie eine Schale oder haubenförmig und ähneln einer europäischen Hirnhaube, andere Versionen schützen nur die Stirn und die Wangenpartie. An anderen wiederum ist eine Menpo befestigt. Die Helmglocken sind, wenn sie aus Metall bestehen aus einem Stück gearbeitet, oder aus mehreren Einzelteilen übereinanderlappend (geschoben) gefertigt. An manchen ist eine Gardine aus Kettengeflecht angebracht, oder man verwendet eine Art Brigantine. Bei anderen Versionen wird eine Art Hals- und Seitenschutz aus Stoff befestigt, der wiederum mit Kettenpanzerung überzogen ist. Einige Versionen sind aus übereinanderliegenden Platten gearbeitet, die nur am äußersten Ende mit einem Niet oder einem Stift befestigt sind. Diese konnten zum Transport zusammengeschoben werden und benötigten so weniger Platz im Marschgepäck. Zur Oberflächendekoration werden Lacke und Farben benutzt, oder sie verbleiben in der natürlichen Farbe des Leders oder des Metalls aus dem sie hergestellt sind. Es gibt keine andere Helmform in Japan die derartig viele Variationen aufweist (siehe Bilder in der Galerie). Die Hanburi wurde von verschiedenen Ständen getragen, da sie im Gegensatz zu den Rüstungen der Samurai verhältnismäßig günstig waren.

## Galerie

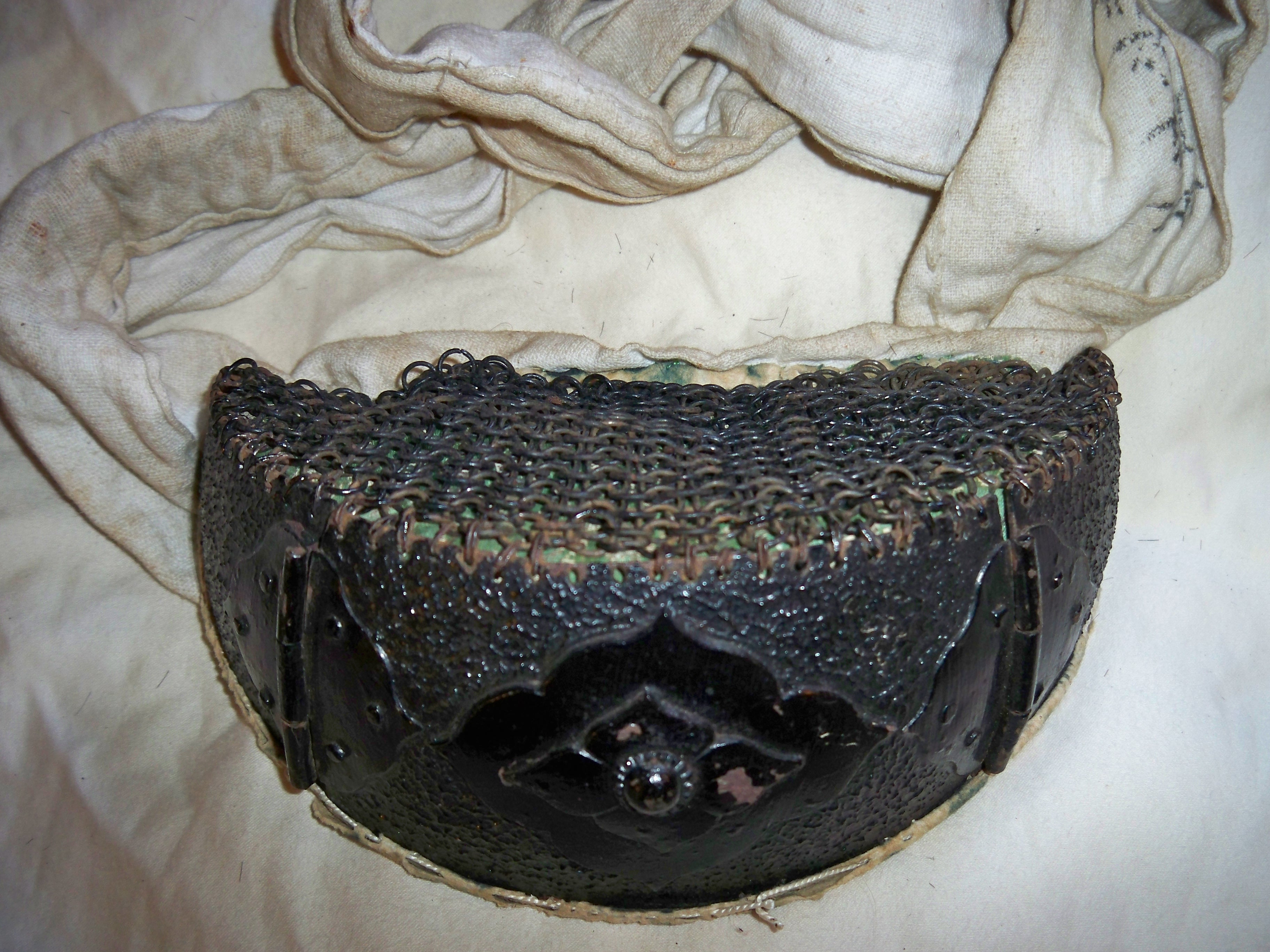
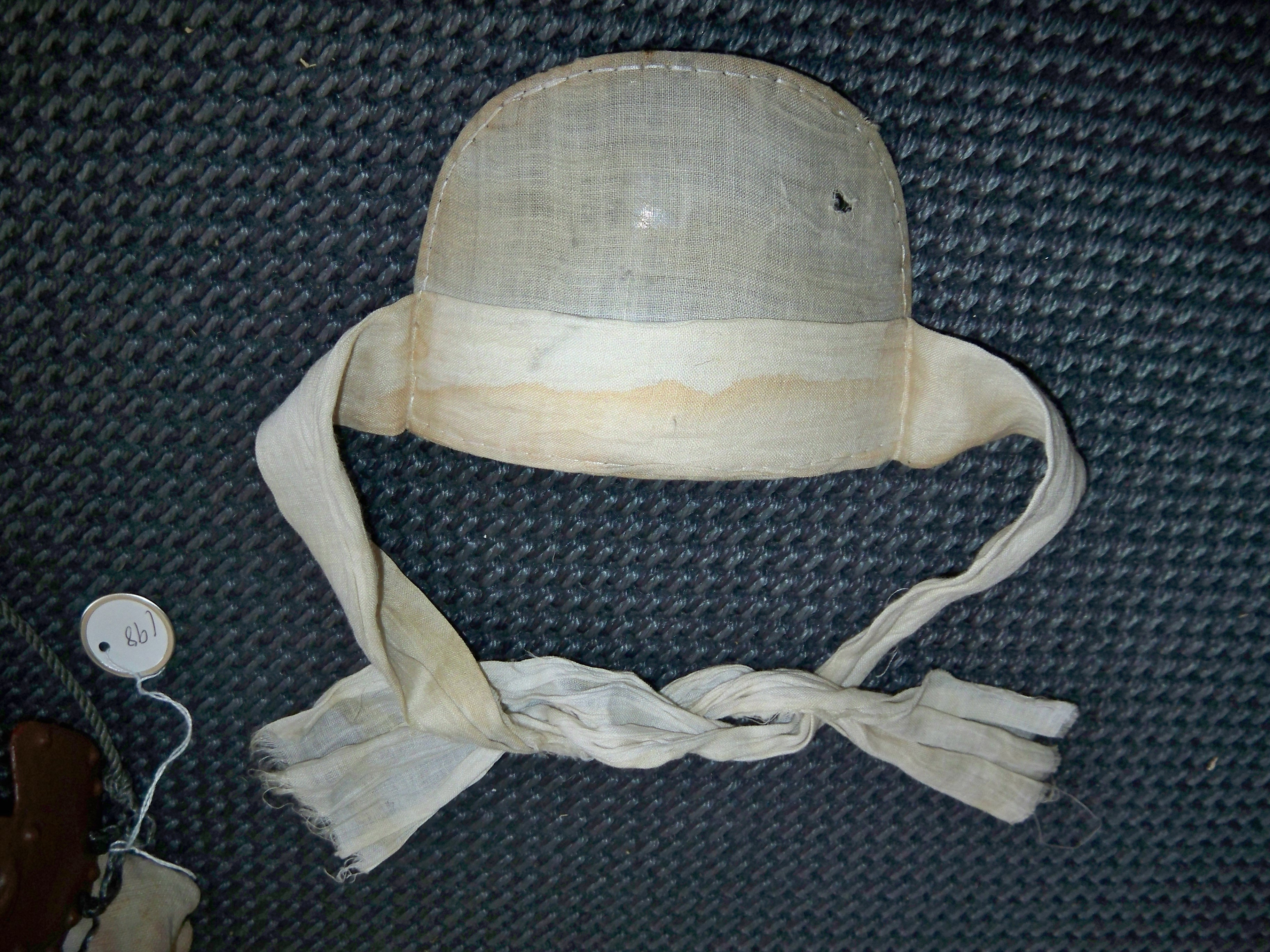
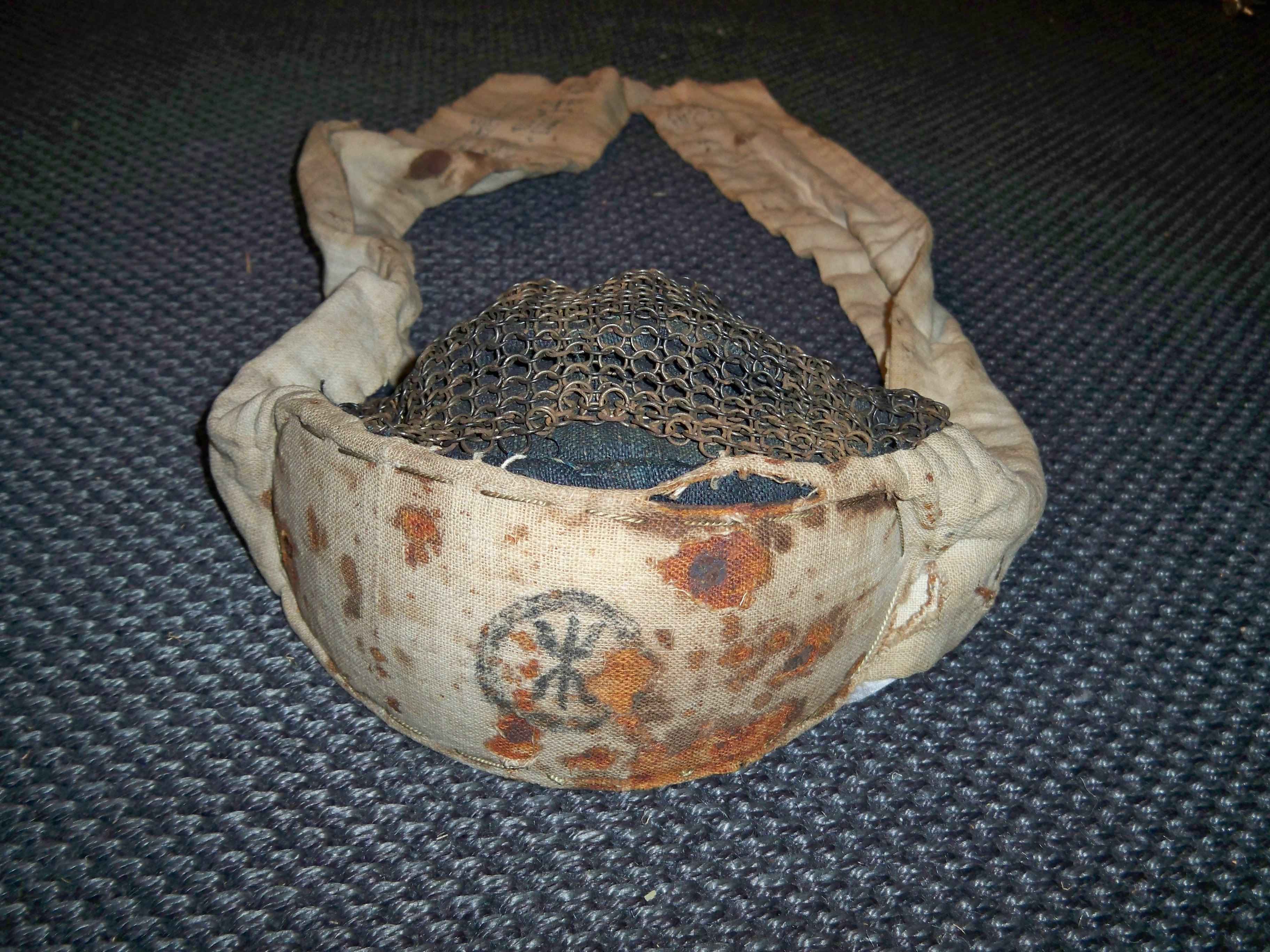
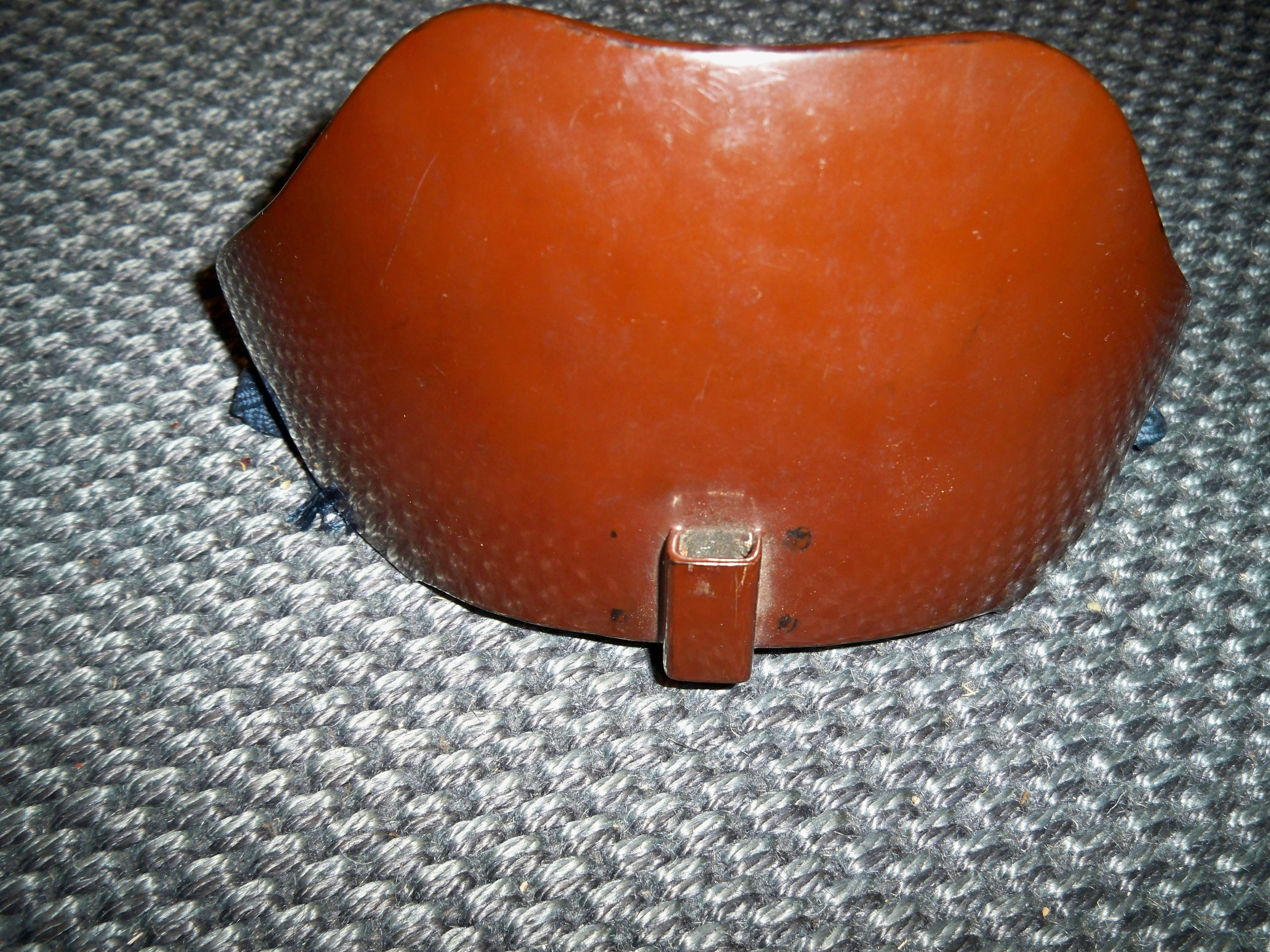
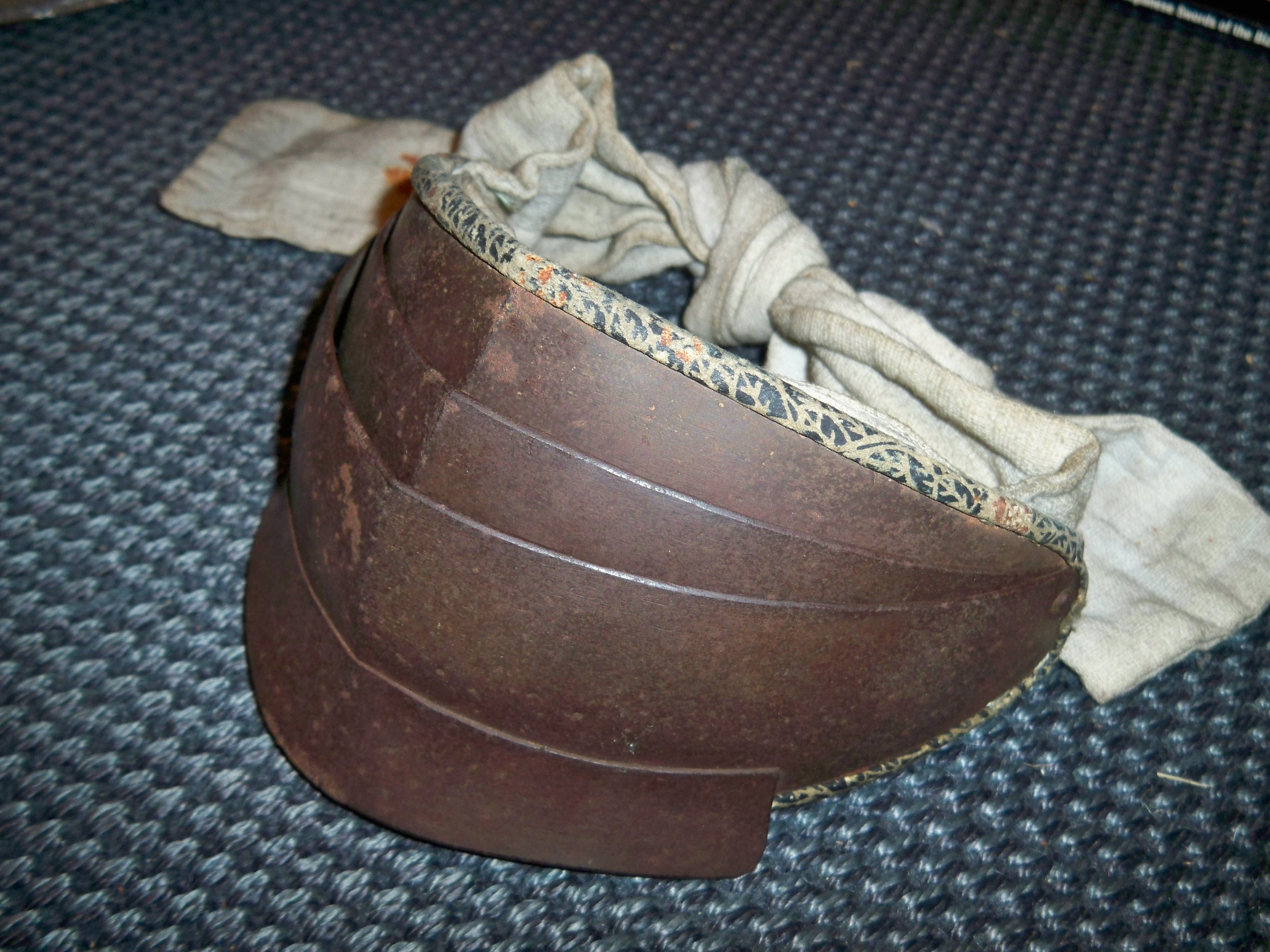
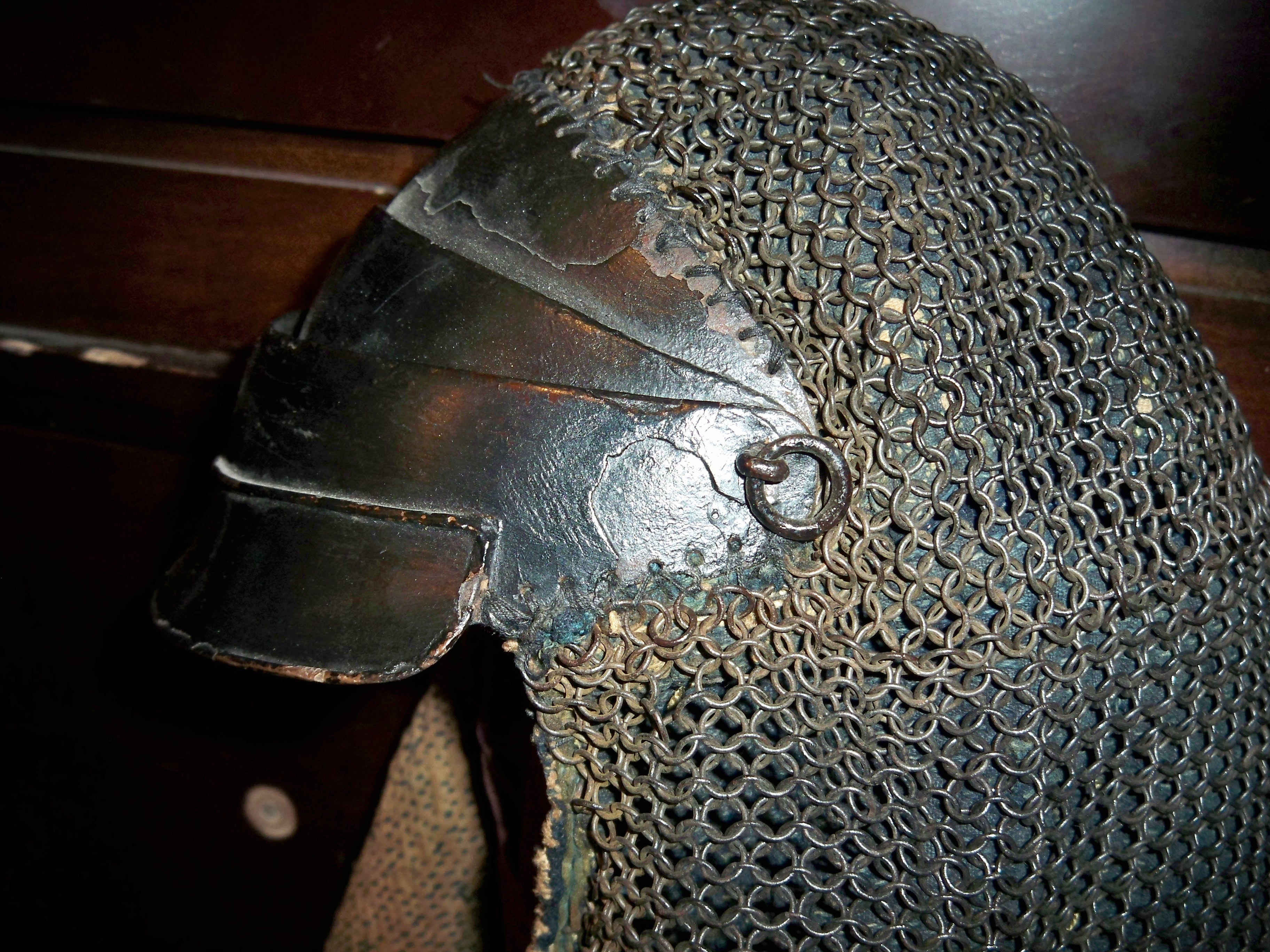
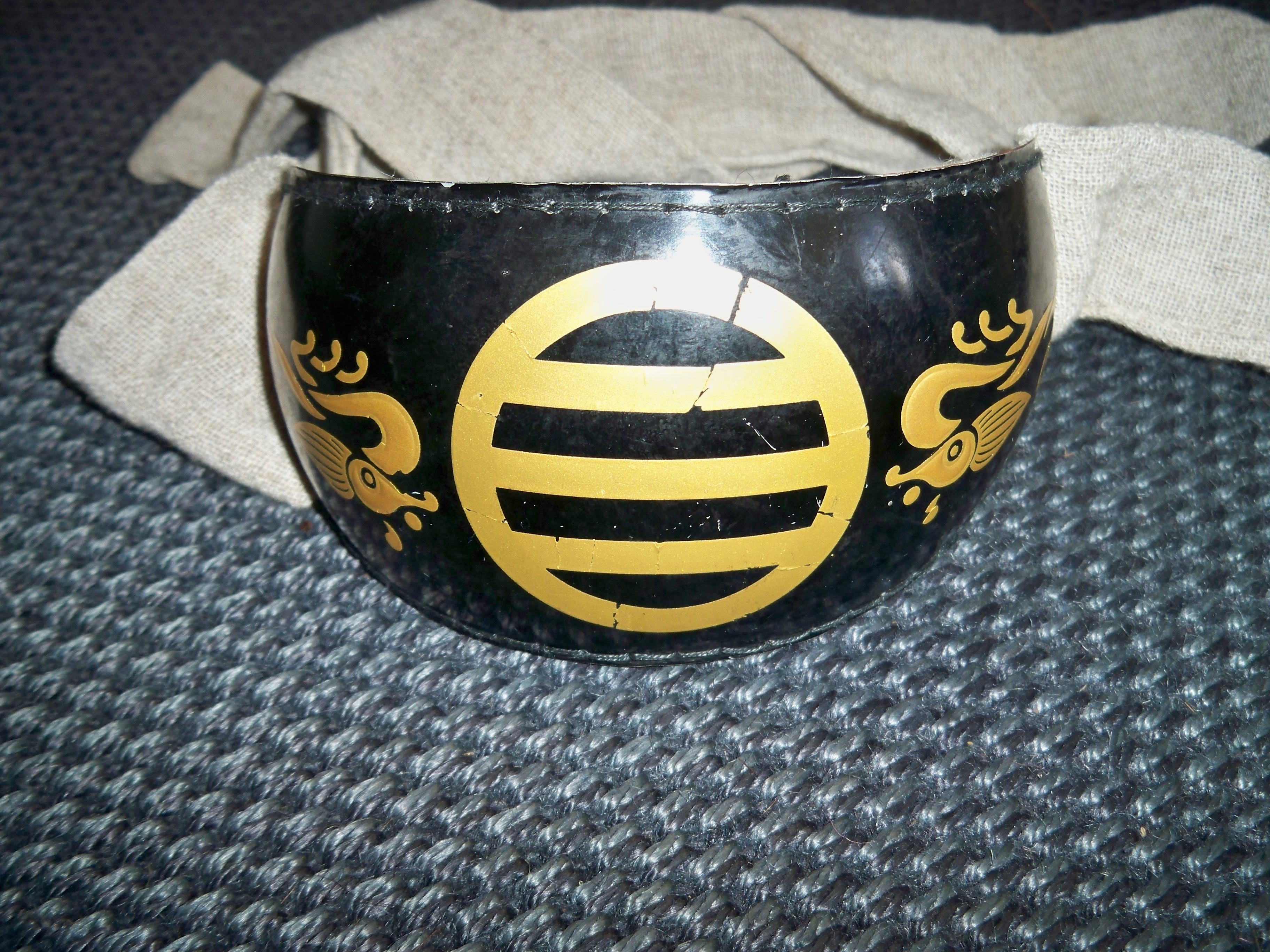
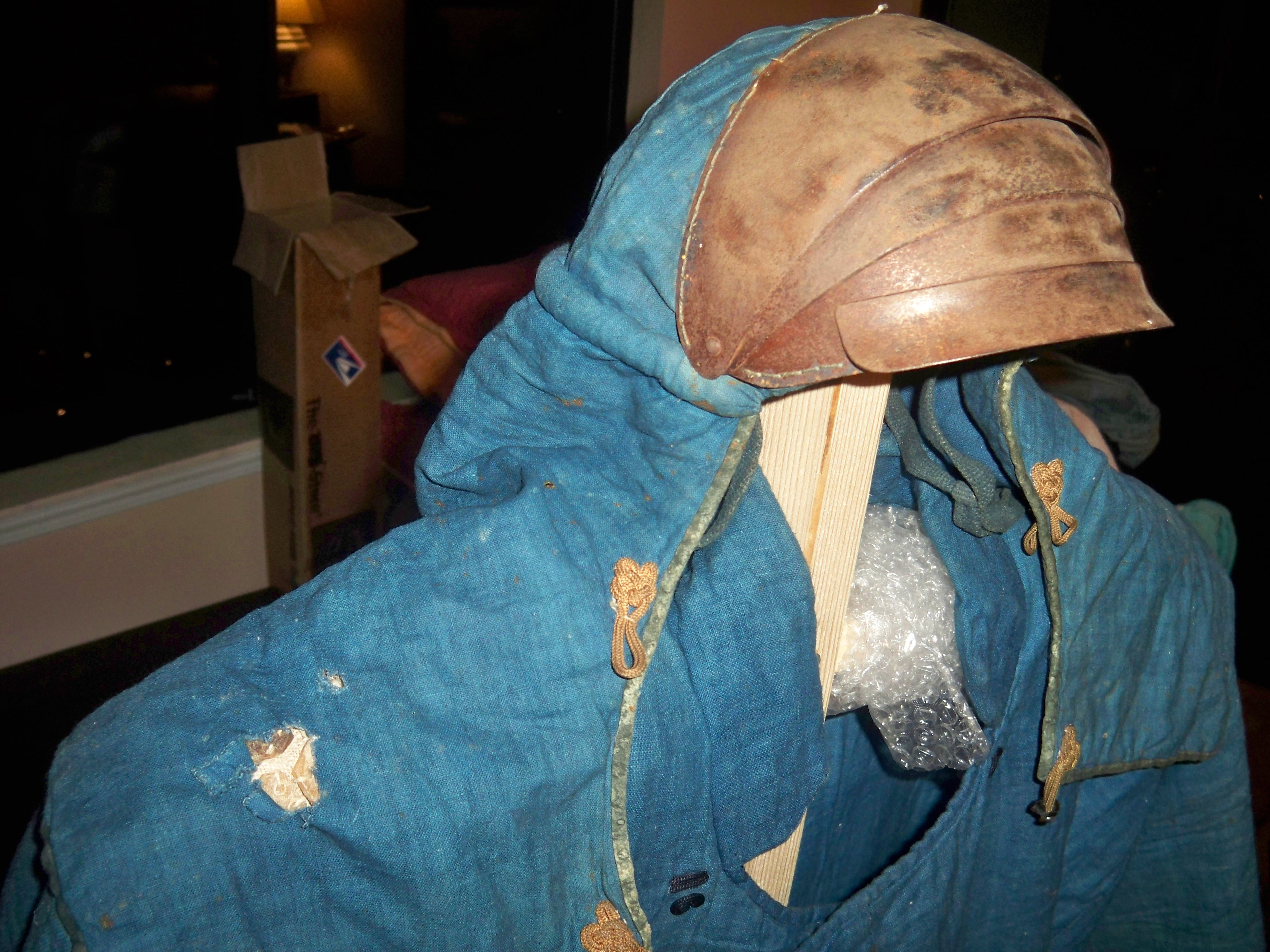